# Ion Monea

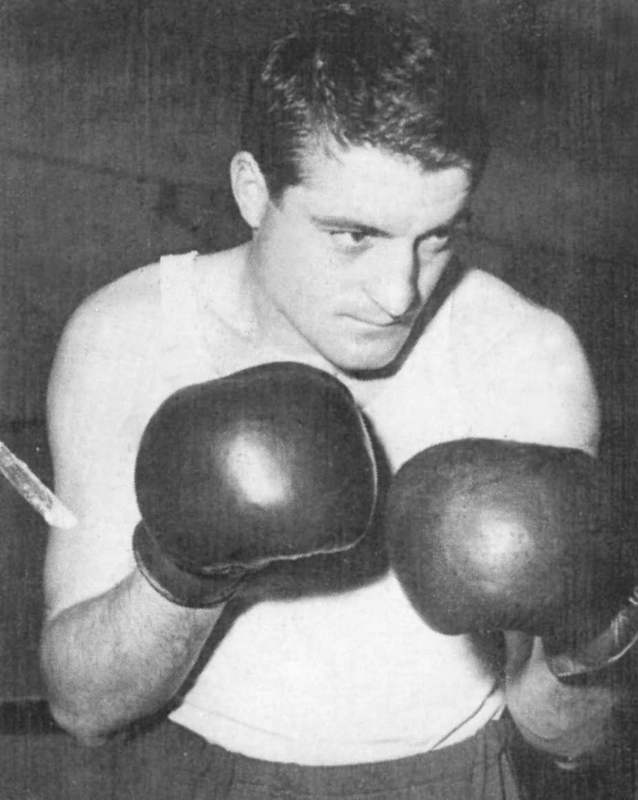
Ion Monea

Ion Monea (* 30. November 1940 in Tohanu Vechi, Kreis Brașov; † 1. März 2011 in Bukarest) war ein rumänischer Amateurboxer.

## Werdegang
Ion Monea begann im Alter von fünfzehn Jahren mit dem Boxen. Er gewann den rumänischen Landesmeistertitel der Junioren in der Gewichtsklasse bis 67 kg, bevor er in die Seniorenabteilung von Dinamo Bukarest wechselte. International machte er als Neunzehnjähriger mit dem Gewinn der Bronzemedaille im Mittelgewicht bei den Olympischen Spielen 1960 zum ersten Mal auf sich aufmerksam. 1964 wurde er Fünfter im Mittelgewicht und 1968 holte er in Mexiko-Stadt Silber im Halbschwergewicht, nachdem er sich im Halbfinale gegen den Polen Stanisław Dragan die Nase gebrochen hatte und im Finale gegen Danas Pozniakas nicht mehr antreten durfte. Monea feierte seinen ersten großen Erfolg als Sieger bei den Balkanmeisterschaften 1961. 1962 und 1963 konnte er diesen Titelgewinn wiederholen. Jeweils die Silbermedaille gewann er bei den Boxeuropameisterschaften 1963 in Moskau im Mittelgewicht und bei den Boxeuropameisterschaften 1969 in Bukarest im Halbschwergewicht. 1967 konnte er in Rom EM-Bronze im Halbschwergewicht erringen. In seiner langen Laufbahn wurde er zudem elfmal rumänischer Meister: 1960, 1961, 1962, 1963, 1964 (jeweils im Mittelgewicht) sowie 1965, 1966, 1967, 1968, 1969 und 1970 (jeweils im Halbschwergewicht).
1971 zog er sich vom aktiven Sport zurück und wurde Boxtrainer bei Dinamo Bukarest, wo er unter anderem auch Rudel Obreja betreute. 1993 musste ihm aufgrund einer Arthritis das linke Bein amputiert werden. Im Jahr 2000 erhielt er den Verdienstorden „Serviciul Credincios“ I. Klasse.
Ion Monea verstarb am 1. März 2011 an einer Lungenembolie.